# Torneo Play Off 2009 (Bolivia)
El Torneo Play Off 2009 fue un certamen en Bolivia por medio del cual se buscaba definir el tercer cupo por este país para la Copa Libertadores 2010. Se juega de noviembre a diciembre, y aunque la voz inglesa playoff se traduce como eliminación directa, en este caso se jugará también un repechaje entre los mejores perdedores. En todas las fases (incluyendo el ordenamiento de los perdedores para el repechaje) el ganador se define por puntos, penales, o en otros casos tercer partido.
Los Premios para el ganador del torneo fueron un trofeo y clasificación a la Copa Sudamericana como Bolivia 3.

## Primera fase
Todas las parejas de clásicos rivales juegan dos partidos (ida y vuelta). Los ganadores clasifican a la Segunda fase de Ganadores, mientras que los 4 mejores perdedores juegan el Repechaje. El partido de Real Potosí contra Nacional Potosí no se disputó debido a que Nacional Potosí descendió de categoría y no tuvo el derecho de jugar en este torneo, de esa forma el equipo de Real Potosí accede directamente a la Segunda fase de Ganadores. El único equipo descalificado en esta fase fue La Paz FC ya que no obtuvo ni un punto.
| Llave | Local Ida         | Agr. | Local Vuelta    | Ida | Vuelta |
| ----- | ----------------- | ---- | --------------- | --- | ------ |
| 1     | La Paz F.C.       | 0-2  | San José        | 0-1 | 0-1    |
| 2     | Aurora            | 2-4  | Wilstermann     | 1-3 | 1-1    |
| 3     | Real Mamoré       | 0-3  | Universitario   | 0-0 | 0-3    |
| 4     | The Strongest     | 3-5  | Bolivar         | 0-3 | 3-2    |
| 5     | Oriente Petrolero | 2-1  | Blooming        | 1-0 | 1-1    |
| 6     | Real Potosí (w/o) |      | Nacional Potosí |     |        |

En negrilla: Clasificados a Segunda fase de Ganadores / En cursiva: Clasificados al Repechaje

## Segunda fase de Ganadores
Estos 6 equipos que son los ganadores de las primeras llaves, ahora tendrán que jugar partidos de ida y vuelta según como les toco el emparejamiento. Los 3 ganadores pasarán a las semifinales donde se unirán con el equipo ganador del repechaje. De aquí en adelante no vale la diferencia de gol. En caso de empate de puntos en esta fase se pasará a definir el semifinalista a través de los penales. En el caso de la llave de Bolívar y Universitario no hubo necesidad de penales ya que Bolívar ganó los 2 partidos. En las otras 2 llaves si hubo penales ya que cada equipo ganó un partido.
| Local Ida   | Penales | Local Vuelta         | Ida | Vuelta |
| ----------- | ------- | -------------------- | --- | ------ |
| San José    | 3 - 4   | Oriente Petrolero(p) | 2-0 | 0-1    |
| Bolívar     |         | Universitario        | 2-1 | 4-3    |
| Wilstermann | 3 - 4   | Real Potosí(p)       | 2-1 | 1-2    |

En negrilla: Semifinal

## Repechaje
Los 4 equipos jugarán en modo de semifinal y final el ganador de este repechaje se unirá a los 3 ganadores de la Segunda fase de Ganadores. De aquí en adelante no vale la diferencia de gol. En caso de empate de puntos en esta fase se procederá a los penales para saber al clasificado. En el partido de Aurora y Blooming es el único partido en que hubo la necesidad de ir a los penales.
| Local Ida     | Penales | Local Vuelta | Ida | Vuelta |
| ------------- | ------- | ------------ | --- | ------ |
| Blooming      | 3 – 4   | Aurora(p)    | 2–1 | 1–3    |
| The Strongest |         | Real Mamoré  | 3–2 | 2–2    |

En negrilla: Final del Repechaje
FINAL DEL REPECHAJE
| Local Ida     | Global | Local Vuelta | Ida | Vuelta |
| ------------- | ------ | ------------ | --- | ------ |
| The Strongest | 4 – 0  | Aurora       | 3–0 | 1–0    |

En negrilla: Semifinal

## Semifinal
En la última etapa de clasificación, se enfrentarán los 4 equipos clasificados a semifinales y a través de la eliminación directa pasarán a la final los últimos dos equipos. En caso de empate de puntos en la semifinal se juega un tercer partido en cancha neutral.
| Local Ida         | Local Vuelta  | Ida | Vuelta | 3.er. Partido | Penales |
| ----------------- | ------------- | --- | ------ | ------------- | ------- |
| Real Potosí(p)    | The Strongest | 5–3 | 2–1    | 1 – 1         | 3 – 1   |
| Oriente Petrolero | Bolívar       | 2–2 | 2–2    | 1 – 2         | No hubo |

En negrilla: Final

## Final

### Partido de ida
|            | POR        | Mauro Machado     |     |
|            | DEF        | Ronald Eguino     |     |
|            | DEF        | Edemir Rodríguez  |     |
|            | DEF        | Rony Jiménez      |     |
|            | DEF        | Gonzalo Galindo   |     |
|            | MED        | Marco Paz         |     |
|            | MED        | Nicolás Suárez    |     |
|            | MED        | Miguel Loayza     | 70' |
|            | MED        | Gerardo Yecerotte |     |
|            | DEL        | Pastor Tórrez     | 70' |
|            | DEL        | Horacio Férnandez | 53' |
| Entrenador | Entrenador | Sergio Apaza      |     |

|            | POR        | Carlos Arias            |     |
|            | DEF        | Miguel Ángel Hoyos      |     |
|            | DEF        | Alejandro Schiapparelli |     |
|            | DEF        | Luis Aníbal Torrico     |     |
|            | DEF        | Ignacio García          |     |
|            | MED        | Walter Flores           |     |
|            | MED        | Ariel Juárez            |     |
|            | MED        | Gabriel Valverde        | 45' |
|            | MED        | Charles da Silva        | 75' |
|            | DEL        | Anderson Gonzaga        | 89' |
|            | DEL        | William Ferreira        |     |
| Entrenador | Entrenador | Santiago Escobar        |     |

|  | MED | Darwin Peña    | 53' |
|  | DEL | Roberto Correa | 70' |
|  | DEL | Christian Ruíz | 70' |

|  | MED | Leonel Reyes | 45' |
|  | MED | Abdón Reyes  | 75' |
|  | DEL | Mario Ortega | 89' |

| Anotado · Penal | 86' | Roberto Correa | 0–1 |

| Anotado | 66' | Anderson Gonzaga | 1–1 |

| Amonestado | 65' | Suárez |
| Amonestado | 83' | Correa |
| Amonestado | 90' | Eguino |

| Amonestado | 33' | Arias  |
| Amonestado | 62' | Juárez |

| Árbitro             | Óscar Saucedo      |
| Árbitros asistentes | Juan Carlos Arroyo |
| Árbitros asistentes | Harold Valda       |

|            | POR        | Mauro Machado     |     |
|            | DEF        | Ronald Eguino     |     |
|            | DEF        | Edemir Rodríguez  |     |
|            | DEF        | Rony Jiménez      |     |
|            | DEF        | Gonzalo Galindo   |     |
|            | MED        | Marco Paz         |     |
|            | MED        | Nicolás Suárez    |     |
|            | MED        | Miguel Loayza     | 70' |
|            | MED        | Gerardo Yecerotte |     |
|            | DEL        | Pastor Tórrez     | 70' |
|            | DEL        | Horacio Férnandez | 53' |
| Entrenador | Entrenador | Sergio Apaza      |     |

|            | POR        | Carlos Arias            |     |
|            | DEF        | Miguel Ángel Hoyos      |     |
|            | DEF        | Alejandro Schiapparelli |     |
|            | DEF        | Luis Aníbal Torrico     |     |
|            | DEF        | Ignacio García          |     |
|            | MED        | Walter Flores           |     |
|            | MED        | Ariel Juárez            |     |
|            | MED        | Gabriel Valverde        | 45' |
|            | MED        | Charles da Silva        | 75' |
|            | DEL        | Anderson Gonzaga        | 89' |
|            | DEL        | William Ferreira        |     |
| Entrenador | Entrenador | Santiago Escobar        |     |

|  | MED | Darwin Peña    | 53' |
|  | DEL | Roberto Correa | 70' |
|  | DEL | Christian Ruíz | 70' |

|  | MED | Leonel Reyes | 45' |
|  | MED | Abdón Reyes  | 75' |
|  | DEL | Mario Ortega | 89' |

| Anotado · Penal | 86' | Roberto Correa | 0–1 |

| Anotado | 66' | Anderson Gonzaga | 1–1 |

| Amonestado | 65' | Suárez |
| Amonestado | 83' | Correa |
| Amonestado | 90' | Eguino |

| Amonestado | 33' | Arias  |
| Amonestado | 62' | Juárez |

| Árbitro             | Óscar Saucedo      |
| Árbitros asistentes | Juan Carlos Arroyo |
| Árbitros asistentes | Harold Valda       |

### Partido de vuelta
|            | POR        | Carlos Arias            |     |
|            | DEF        | Miguel Ángel Hoyos      |     |
|            | DEF        | Alejandro Schiapparelli |     |
|            | DEF        | Luis Aníbal Torrico     |     |
|            | DEF        | Ignacio García          |     |
|            | MED        | Walter Flores           |     |
|            | MED        | Leonel Reyes            |     |
|            | MED        | Jorge Céspedes          | 24' |
|            | MED        | Charles da Silva        | 66' |
|            | DEL        | Anderson Gonzaga        |     |
|            | DEL        | William Ferreira        |     |
| Entrenador | Entrenador | Santiago Escobar        |     |

|            | POR        | Mauro Machado     |     |
|            | DEF        | Ronald Eguino     |     |
|            | DEF        | Edemir Rodríguez  |     |
|            | DEF        | Rony Jiménez      |     |
|            | DEF        | Gonzalo Galindo   |     |
|            | MED        | Marco Paz         | 66' |
|            | MED        | Nicolás Suárez    |     |
|            | MED        | Miguel Loayza     |     |
|            | MED        | Gerardo Yecerotte | 83' |
|            | DEL        | Pastor Tórrez     | 62' |
|            | DEL        | Horacio Férnandez |     |
| Entrenador | Entrenador | Sergio Apaza      |     |

|  | MED | Gabriel Valverde | 24' 45' |
|  | MED | Abdón Reyes      | 45'     |
|  | MED | Mario Ovando     | 66'     |

|  | DEL | Roberto Correa | 62' |
|  | DEL | Christian Ruíz | 66' |
|  | DEL | Eduardo Fierro | 83' |

| Anotado | 53' | Anderson Gonzaga | 1–1 |
| Anotado | 56' | Charles Da Silva | 2–1 |
| Anotado | 61' | Charles Da Silva | 3–1 |

| Anotado | 45+2' | Fernández      | 0–1 |
| Anotado | 72'   | Christian Ruíz | 3–2 |
| Anotado | 75'   | Christian Ruíz | 3–3 |
| Anotado | 90'   | Ronald Eguino  | 3–4 |

| Amonestado                               | 14'   | Leonel Reyes     |
| Amonestado                               | 27'   | Walter Flores    |
| Amonestado                               | 44'   | Charles Da Silva |
| Otorgado · Otorgado otra vez · Expulsado | 63'   | Walter Flores    |
| Otorgado · Otorgado otra vez · Expulsado | 90+2' | Leonel Reyes     |

| Amonestado | 31' | Miguel Loayza |
| Amonestado | 62' | Ariel Juárez  |

| Árbitro             | Alejandro Mancilla |
| Árbitros asistentes | Jorge Calderon     |
| Árbitros asistentes | Efrain Castro      |

|            | POR        | Carlos Arias            |     |
|            | DEF        | Miguel Ángel Hoyos      |     |
|            | DEF        | Alejandro Schiapparelli |     |
|            | DEF        | Luis Aníbal Torrico     |     |
|            | DEF        | Ignacio García          |     |
|            | MED        | Walter Flores           |     |
|            | MED        | Leonel Reyes            |     |
|            | MED        | Jorge Céspedes          | 24' |
|            | MED        | Charles da Silva        | 66' |
|            | DEL        | Anderson Gonzaga        |     |
|            | DEL        | William Ferreira        |     |
| Entrenador | Entrenador | Santiago Escobar        |     |

|            | POR        | Mauro Machado     |     |
|            | DEF        | Ronald Eguino     |     |
|            | DEF        | Edemir Rodríguez  |     |
|            | DEF        | Rony Jiménez      |     |
|            | DEF        | Gonzalo Galindo   |     |
|            | MED        | Marco Paz         | 66' |
|            | MED        | Nicolás Suárez    |     |
|            | MED        | Miguel Loayza     |     |
|            | MED        | Gerardo Yecerotte | 83' |
|            | DEL        | Pastor Tórrez     | 62' |
|            | DEL        | Horacio Férnandez |     |
| Entrenador | Entrenador | Sergio Apaza      |     |

|  | MED | Gabriel Valverde | 24' 45' |
|  | MED | Abdón Reyes      | 45'     |
|  | MED | Mario Ovando     | 66'     |

|  | DEL | Roberto Correa | 62' |
|  | DEL | Christian Ruíz | 66' |
|  | DEL | Eduardo Fierro | 83' |

| Anotado | 53' | Anderson Gonzaga | 1–1 |
| Anotado | 56' | Charles Da Silva | 2–1 |
| Anotado | 61' | Charles Da Silva | 3–1 |

| Anotado | 45+2' | Fernández      | 0–1 |
| Anotado | 72'   | Christian Ruíz | 3–2 |
| Anotado | 75'   | Christian Ruíz | 3–3 |
| Anotado | 90'   | Ronald Eguino  | 3–4 |

| Amonestado                               | 14'   | Leonel Reyes     |
| Amonestado                               | 27'   | Walter Flores    |
| Amonestado                               | 44'   | Charles Da Silva |
| Otorgado · Otorgado otra vez · Expulsado | 63'   | Walter Flores    |
| Otorgado · Otorgado otra vez · Expulsado | 90+2' | Leonel Reyes     |

| Amonestado | 31' | Miguel Loayza |
| Amonestado | 62' | Ariel Juárez  |

| Árbitro             | Alejandro Mancilla |
| Árbitros asistentes | Jorge Calderon     |
| Árbitros asistentes | Efrain Castro      |

## Goleadores
| Nombre | Nombre           | Equipo        | Goles |
| ------ | ---------------- | ------------- | ----- |
| 1      | Anderson Gonzaga | Bolívar       | 6     |
| 2      | William Ferreira | Bolívar       | 5     |
| 3      | Charles da Silva | Bolívar       | 5     |
| 4      | Pablo Vázquez    | The Strongest | 4     |

## Clasificación a torneos internacionales
| Equipo            | Referencia                                                 | Competición                       |
| ----------------- | ---------------------------------------------------------- | --------------------------------- |
| Bolívar           | Campeón Apertura 2009                                      | Copa Libertadores 2010, Bolivia 1 |
| Blooming          | Campeón Clausura 2009                                      | Copa Libertadores 2010, Bolivia 2 |
| Real Potosí       | Campeón Playoffs 2009                                      | Copa Libertadores 2010, Bolivia 3 |
| San José          | Tecer Lugar Apertura 2009                                  | Copa Sudamericana 2010, Bolivia 1 |
| Oriente Petrolero | Tercer lugar Clausura 2009                                 | Copa Sudamericana 2010, Bolivia 2 |
| Universitario     | Ganador del "Hexagonal de Perdedores" Torneo Apertura 2010 | Copa Sudamericana 2010, Bolivia 3 |

Esta tabla de clasificación internacional tuvo muchas modificaciones. Bolívar está yendo a la Copa Libertadores 2010 por haber sido campeón del 1.er. Torneo donde fue Subcampeón Real Potosí que iría a la Copa Sudamericana 2010, el tercer lugar de ese torneo lo ocupó San José que obtuvo ese puesto al ganarle a Oriente Petrolero por diferencia de gol. El 2.º. Torneo fue ganado por Blooming que le ganó en la final a Bolívar, si Bolívar hubiere ganado ese Torneo cambiarían de cupo con Blooming e igualmente Blooming iría a la Copa Libertadores 2010 pero Bolívar además de ir a la Copa Libertadores 2010 también iría a la Copa Sudamericana 2010 al perder Bolívar las finales dejó el cupo libre de Bolivia 2 para la Copa Sudamericana 2010,  el tercer lugar del torneo lo ocupó Oriente Petrolero que fue el mejor semifinalista. El 3.er. Torneo es decir el Playoffs 2009 todavía ya tiene campeón Real Potosí ya tiene asegurado un cupo a la Copa Libertadores 2010, el segundo lugar lo obtuvo Bolívar y el tercero The Strongest ya que Real Potosí fue el campeón irá directamente a la Copa Libertadores 2010 y no cambiará de cupo con Bolívar entonces Real Potosí deja el cupo libre el cupo de Bolivia 1 para la Copa Sudamericana 2010, como también está libre el cupo de Bolivia 2 para esa copa los cupos se repartirán entre San José que obtuvo el tercer lugar en el 1.er. Torneo y Oriente Petrolero que obtuvo el mismo lugar pero en el 2.º. Torneo. Entonces como San José obtuvo el tercer lugar en el 1.er. Torneo irá como Bolivia 1 y Oriente Petrolero irá como Bolivia 2 a la Copa Sudamericana 2010 por obtener el tercer lugar en el 2.º. Torneo. The Strongest que fue el 3.º de este torneo no irá a la Copa Sudamericana 2010  ya que al principio de año no se tomaba en cuenta que para la Copa Sudamericana 2010 se daría un representante más por país así que el presente torneo sólo se jugaba por el cupo de Bolivia 3 para la Copa Libertadores 2010 y no también por un cupo de Bolivia 3 para la Copa Sudamericana 2010. El cupo de Bolivia 3 para la Copa Sudamericana 2010 se lo dará al tercer puesto del Apertura 2010.

### Serie - Descenso Indirecto
| Club        | I | V |
| ----------- | - | - |
| Ciclón      | 1 | 1 |
| Wilstermann | 1 | 2 |

I = Ida; V = Vuelta
|  | Wilstermann: Permanece en 1.ª División. |